# Imperiul de la Palmira
Imperiul de la Palmira (260–273) a fost un imperiu efemer care s-a deprins din imperiul roman ca urmare a crizei secolului al III-lea. Cuprindea provinciile romane Siria Palestina, Egipt și o parte considerabilă din Asia Minor.
Imperiul a fost condus de regina Zenobia (n. 240 – d. cca. 274) și de fiul său Vaballathus. Capitala a fost orașul Palmyra.

## Criza secolului al III-lea
În ciuda unui număr de crize, Imperiul Roman a rămas ferm de la începuturile sale sub Augustus. Dar, după ce împăratul Alexandru Sever a fost ucis de soldați în 235, legiunile romane au fost învinse într-o campanie împotriva Persiei sasanide, iar Imperiul s-a destrămat. General după general se certau pentru controlul Imperiului, frontierele au fost neglijate și supuse unor raiduri frecvente ale carpilor, goților, vandalilor și alemanilor, și atacurile agresive ale sasanizilor în răsărit. În cele din urmă, prin 258, atacurile veneau din interior, atunci când Imperiul s-a destrămat în trei state concurente. Provinciile romane din Galia, Britania și Hispania s-au rupt pentru a forma Imperiul Galic. Din moment ce Roma a fost în imposibilitatea de a proteja provinciile de est împotriva sasanizilor, guvernatorul Septimius Odenatus a decis să utilizeze legiunile substanțiale pe care le avea la dispoziția sa - printre care faimoasa legiune XII Fulminata - pentru a-și apăra provinciile sale mai degrabă, decât să intervin în luptele pentru Roma.

## Apariția Imperiului de la Palmira

Imperiul de la Palmira (galben), imperiul galic (verde) și imperiul roman (roșu). 271 AD

Septimius Odenatus a fost asasinat și Vaballathus, fiul său, a fost făcut rege (rex consul Imperator Dux Romanorum, "rege, consul, împăratul, liderul romanilor" și corector totius Orientis, sau "co-rege peste tot Estul"), a Imperiului din Palmira. Adevărata putere din spatele tronului era Zenobia, mama sa. Cu legiunile aflate la dispoziția ei, și ajutată de lupta continuă pentru Roma, Zenobia a cucerit Egiptul, Siria, Palestina, Asia Mică și Liban. Ea a adoptat chiar și titlul de Augustus pentru fiul ei și ea.

## Recucerirea luiAurelian
În 270, împăratul roman a devenit Aurelian. După ce i-a învins pe alemani, care amenințau să invadeze Italia, Aurelian și-a îndreptat atenția spre provinciile estice pierdute - Imperiul de la Palmira. Asia Mică a fost recuperat cu ușurință în fiecare oraș, dar Bizanț și Tyana s-au predat cu o mică rezistență. Căderea din Tyana este predispusă la o legenda, Aurelian în acel punct a distrus fiecare oraș  care i s-a opus, dar a cruțat Tyana după ce a avut o viziune cu Apollonius din Tyana, mare filosof. Apollonius l-a implorat, declarând: Aurelian, în cazul în care doriți să se pronunțe, să se abțină de la sângele nevinovat! Aurelian, în cazul în care vei cuceri, fii milostiv! Oricare ar fi motivul, Aurelian a cruțat Tyana.
Aurelian a învins-o pe regina Zenobia în bătălia de la Immae și, din nou, decisiv, în bătălia de la Emesa. În termen de șase luni, armatele sale au stat la porțile din Palmyra, care s-a predat, atunci când Zenobia a încercat să fugă în Imperiul sasanid. Imperiul de la Palmira nu mai exista.
În anul 273, în Palmira a fost o rebeliune condusă de Septimius Apsaios. Aurelian a condus trupele sale împotriva Palmirei, distrugând-o. De această dată, Aurelian a luat cele mai valoroase monumente. Clădirile au fost distruse, locuitorii masacrați și Templul lui Bel a fost jefuit. Palmira nu și-a mai revenit după acest eveniment.

## Legături externe
- "Vaballathus și Zenobia", De Imperatoribus Romanis.